# La Chorrera

Localização do município de La Chorrera no departamento de Amazonas.

La Chorrera é uma cidade da Colômbia, no departamento de Amazonas. Sua população é formada por 3337 habitantes. A população é em grande parte envolvida na produção agrícola, caça, pesca, e banana e mandioca crescendo. O município já foi um local notável para a produção de borracha, explorada pelos peruanos Julio César Arana irmãos na virada do século 20, a norte do rio Putumayo.